# Chris Paterson
Chris Douglas Paterson, MBE (* 30. März 1978 in Edinburgh) ist ein ehemaliger schottischer Rugby-Union-Spieler, der für Edinburgh und die schottische Nationalmannschaft aktiv war. Er spielte auf den Positionen Verbindungshalb, Außendreiviertel und Schlussmann.
Paterson begann seine Karriere 1998 bei den Glasgow Caledonians, nach nur einem Jahr wechselte er allerdings zum zweiten großen schottischen Verein nach Edinburgh. Dort spielte er acht Jahre, bis er 2007 nach England zum Gloucester Rugby ging. Nach nur einer Spielzeit kehrte er wieder nach Edinburgh zurück.
Er gab sein Nationalmannschaftsdebüt bei der Weltmeisterschaft 1999 im abschließenden Gruppenspiel gegen Spanien. Bei den Six Nations 2000 gehörte er genauso zum Kader wie bei den Freundschaftsspielen gegen Neuseeland im selben Jahr. Beim zweiten Aufeinandertreffen mit den All Blacks erzielte er seinen ersten Versuch für Schottland.
In den folgenden Jahren entwickelte sich Paterson zu einem der wichtigsten Spieler der schottischen Nationalmannschaft und zählt zu den besten Kickern auf der Welt. Bei den Weltmeisterschaften 2007 und den Six Nations 2008 verfehlte er keinen einzigen Straf- oder Erhöhungstritt. Sein letzter verfehlter Kick datiert aus dem August 2007.
Paterson ist Rekordnationalspieler seines Landes mit 95 Einsätzen. Dabei erzielte er 738 Punkte, ebenfalls schottischer Rekord. In der Versuchsstatistik liegt er mit 22 gelegten Versuchen nur zwei hinter Tony Stanger und Ian Smith. Paterson war mit 26 der jüngste schottische Spieler, der 50 Länderspieleinsätze erreicht hat.
2005 wurde er zum besten Hintermannschaftsspieler der Six Nations gewählt, wurde aber nicht für die Tour der British and Irish Lions berücksichtigt, wofür Trainer Clive Woodward in der Öffentlichkeit stark kritisiert wurde.